# لیتل ایتالی (منهتن)
لیتل ایتالی یا ایتالیای کوچک (به انگلیسی: Little Italy) محله‌ای در منهتن در شهر نیویورک است. این محله زمانی با جمعیت قابل توجه آمریکایی‌های ایتالیایی‌تبار در آن شناخته می‌شد و اکنون از آن دوران اندکی از رستورانها و فروشگاه‌ها در این محله باقی مانده‌است. لیتل ایتالی از غرب با ترایبکا و سوهو در تماس و از جنوب به چایناتاون محدود می‌شود. بوری در شرق لیتل ایتالی و نولیتا در شمال آن قرار دارد.